# Eden (condado de Fond du Lac, Wisconsin)
Eden es un pueblo ubicado en el condado de Fond du Lac en el estado estadounidense de Wisconsin. En el Censo de 2010 tenía una población de 1.028 habitantes y una densidad poblacional de 11,04 personas por km².

## Geografía
Eden se encuentra ubicado en las coordenadas 43°40′37″N 88°20′51″O / 43.67694, -88.34750. Según la Oficina del Censo de los Estados Unidos, Eden tiene una superficie total de 93.13 km², de la cual 92.64 km² corresponden a tierra firme y (0.52%) 0.48 km² es agua.

## Demografía
Según el censo de 2010, había 1.028 personas residiendo en Eden. La densidad de población era de 11,04 hab./km². De los 1.028 habitantes, Eden estaba compuesto por el 96.98% blancos, el 0.29% eran afroamericanos, el 0% eran amerindios, el 0.39% eran asiáticos, el 0% eran isleños del Pacífico, el 1.17% eran de otras razas y el 1.17% pertenecían a dos o más razas. Del total de la población el 2.33% eran hispanos o latinos de cualquier raza.